# پلوریبوس (مجموعه تلویزیونی)
پلوریبوس (انگلیسی: Pluribus) مجموعه تلویزیونی درام علمی تخیلی است که توسط وینس گیلیگان برای اپل تی‌وی پلاس ساخته شده است. این سریال با بازی ری سیهورن در نقش اصلی، که قبلاً با گیلیگان در سریال بهتره با سال تماس بگیری از شبکه ای‌ام‌سی همکاری داشته است، ساخته شده است. اپل ساخت دو فصل از این سریال را برای اپل تی‌وی پلاس سفارش داده است و انتظار می‌رود در ۷ نوامبر ۲۰۲۵، دو قسمت از فصل اول نه قسمتی آن نمایش داده شود.

## زمینه داستانی
داستان این مجموعه در آلبوکرکی، نیومکزیکو امروزی جریان دارد که با تغییر ناگهانی از واقعیتی که تاکنون شناخته شده بود، مواجه شده است.

## بازیگران

### اصلی
- ری سیهورن در نقش کارول
- کارولینا ویدرا در نقش زوزیا
- کارلوس-مانوئل وسگا در نقش مانوسوس

### مهمان
- میریام شر
- سامبا شوته

## قسمت‌ها
| شم. | عنوان     | کارگردان     | نویسنده                    | تاریخ انتشار اصلی |
| --- | --------- | ------------ | -------------------------- | ----------------- |
| ۱   | اعلان‌نشده | وینس گیلیگان | وینس گیلیگان               | ۷ نوامبر ۲۰۲۵     |
| ۲   | اعلان‌نشده | وینس گیلیگان | وینس گیلیگان               | ۷ نوامبر ۲۰۲۵     |
| ۳   | اعلان‌نشده | اعلان‌نشده    | گوردن اسمیت                | ۱۴ نوامبر ۲۰۲۵    |
| ۴   | اعلان‌نشده | اعلان‌نشده    | آلیسون تتلاک               | ۲۱ نوامبر ۲۰۲۵    |
| ۵   | اعلان‌نشده | اعلان‌نشده    | آریل لوین                  | ۲۸ نوامبر ۲۰۲۵    |
| ۶   | اعلان‌نشده | اعلان‌نشده    | ورا بلاسی                  | ۵ دسامبر ۲۰۲۵     |
| ۷   | اعلان‌نشده | اعلان‌نشده    | جن کارول                   | ۱۲ دسامبر ۲۰۲۵    |
| ۸   | اعلان‌نشده | اعلان‌نشده    | جانی گومز                  | ۱۹ دسامبر ۲۰۲۵    |
| ۹   | اعلان‌نشده | اعلان‌نشده    | آلیسون تتلاک و گوردن اسمیت | ۲۶ دسامبر ۲۰۲۵    |

## تولید
وینس گیلیگان پس از اتمام بهتره با سال تماس بگیری، سریال جدیدی را پیشنهاد داد که قرار بود در اوت ۲۰۲۲ با سونی پیکچرز تلویژن توسعه یابد. ماه بعد، اپل تی‌وی پلاس حق پخش این سریال را به دست آورد و سفارش ساخت دو فصل از آن را داد. گیلیگان به عنوان شورانر و تهیه‌کننده اجرایی فعالیت می‌کند و ری سیهورن برای نقش اصلی انتخاب شد.
نوشتن فصل اول به دلیل اعتصاب انجمن نویسندگان آمریکا در سال ۲۰۲۳ متوقف شد، اما گیلیگان و اعضای تیم نویسندگانش در اکتبر ۲۰۲۳ دوباره گرد هم آمدند تا دو قسمت آخر را به پایان برسانند. این اعتصاب همچنین برنامه‌های شروع فیلمبرداری را به تعویق انداخت، احتمالاً تا زمستان در آلبوکرکی، نیومکزیکو. در مارس ۲۰۲۴، کارولینا ویدرا نیز به جمع بازیگران این سریال اضافه شد.
فیلمبرداری این سریال در نهایت در فوریه ۲۰۲۴ آغاز شد، و پس از ۷ ماه تولید در آلبوکرکی، نیومکزیکو با عنوان کاری wycaro 339 در سپتامبر ۲۰۲۴ به پایان رسید. عنوان رسمی Pluribus در ژوئیه ۲۰۲۵، همزمان با اعلام تاریخ پخش، اعلام شد.

## پخش
دو قسمت اول پلوریبوس در ۷ نوامبر ۲۰۲۵ از طریق اپل تی‌وی پلاس پخش خواهد شد و پس از آن، قسمت‌های جدید هر جمعه تا ۲۶ دسامبر منتشر می‌شوند.